# Druhá punská válka
Druhá punská válka byla vybojována mezi Římany a Kartaginci v letech 218 až 201 př. n. l. Kartaginský vojevůdce Hannibal z rodu Barkasů v ní nejprve Římu uštědřil řadu porážek v takticky geniálně vedených bitvách, které jsou dodnes uváděny ve vojenských učebnicích. Římané následně přešli do několik let trvající opotřebovávací války, postupně zlikvidovali nebo neutralizovali spojence a hlavní kolonie Kartága a nakonec pod vedením Publia Cornelia Scipiona Africana zvítězili v bitvě u Zamy. Tato válka definitivně rozhodla boj obou měst o dominanci ve Středomoří ve prospěch Říma.
Z důvodu úplného zničení Kartága ve třetí punské válce v roce 146 př. n. l. a dlouhodobé hegemonie římské říše ve Středomoří se nedochovaly žádné historické prameny, které by popisovaly průběh války a její pozadí z kartaginského nebo skutečně neutrálního pohledu. Historikové se proto mohou opírat pouze o díla řeckých a římských antických autorů – především Polybia a Livia – a musejí je tudíž interpretovat velmi opatrně. Velké porážky, které Římané utrpěli během této války, byly jimi vždy vykládány tak, aby nijak nezpochybňovaly politické a sociální uspořádání římského státu. I při popisování katastrofálních proher na bitevním poli musela být velikost Říma vždy zachována tím, že byl nalezen určitý obětní beránek, jemuž byla vina za daný neúspěch připsána. Obzvláště to platí pro ničivou římskou porážku v bitvě u Kann.

## Vypuknutí války
Po skončení první punské války muselo Kartágo odstoupit Římu své pozice na Sicílii a později během žoldnéřské války také na Sardinii a Korsice. Aby si Punové vynahradili tyto územní ztráty, rozšířili svou moc na Pyrenejském poloostrově. Při podrobení této země si obzvlášť energicky počínal kartaginský rod Barkasů: Hamilkar Barkas, jeho zeť Hasdrubal Sličný a Hamilkarův syn Hannibal. Především Hasdrubal byl tím, kdo zde vytvořil vlastní mocenskou základnu, někdy také nazývanou „říše Barků'“. Diplomatickou nebo vojenskou cestou si podrobil mnohé zdejší iberské kmeny. V roce 227 př. n. l. založil město Carthago Nova (Nové Kartágo), které fungovalo jako centrum kartaginského pronikání do Hispánie.
Kartágo tak díky Barkasům získalo v Hispánii novou provincii a tím i zdroje k odvetné válce proti Římu. V roce 226 př. n. l. uzavřel Hasdrubal s Římany smlouvu, ve které byla řeka Ebro na severovýchodě země stanovena za hranici kartaginské a římské sféry vlivu v Hispánii. Když byl Hasdrubal o pět let později zavražděn, stal se jeho nástupcem pětadvacetiletý Hannibal Barkas. Ten se brzy projevil jako velmi schopný vojevůdce. Po potlačení povstání iberských kmenů, které vypuklo po Hasdrubalově smrti, napadl pod římskou ochranou stojící řeckou kolonii jménem Saguntum (Zakantha). Po osmiměsíčním obléhání ji v roce 219 př. n. l. dobyl, čímž vyprovokoval římský senát k vyslání delegace do Kartága, jež žádala Hannibalovo vydání, neboť v tomto aktu viděli Římané porušení dohody s Hasdrubalem (ačkoliv Saguntum leželo jižně od řeky Ebro v kartaginské sféře). Kartaginci tento požadavek odmítli, načež následovalo římské vyhlášení války.
Když římský senát učinil toto závažné rozhodnutí, byli si senátoři jistí kartaginskou porážkou i přesto, že kartaginská armáda byla takřka stejně silná jako římská – domnívali se totiž, že jim jejich drtivá námořní převaha poskytne rozhodující výhodu. Hannibal si byl vědom toho, že Římané mohou napadat a ničit jednotlivé kusy kartaginské říše odděleně, aniž by on mohl mezi nimi dostatečně efektivně přesouvat vojska, načež se hrozícím vpádům do Afriky a Kartága rozhodl předejít vlastním tažením do Itálie, uskutečněným vnitrozemím a završeným přechodem Alp, čímž hodlal Římany překvapit.

## Překročení Alp

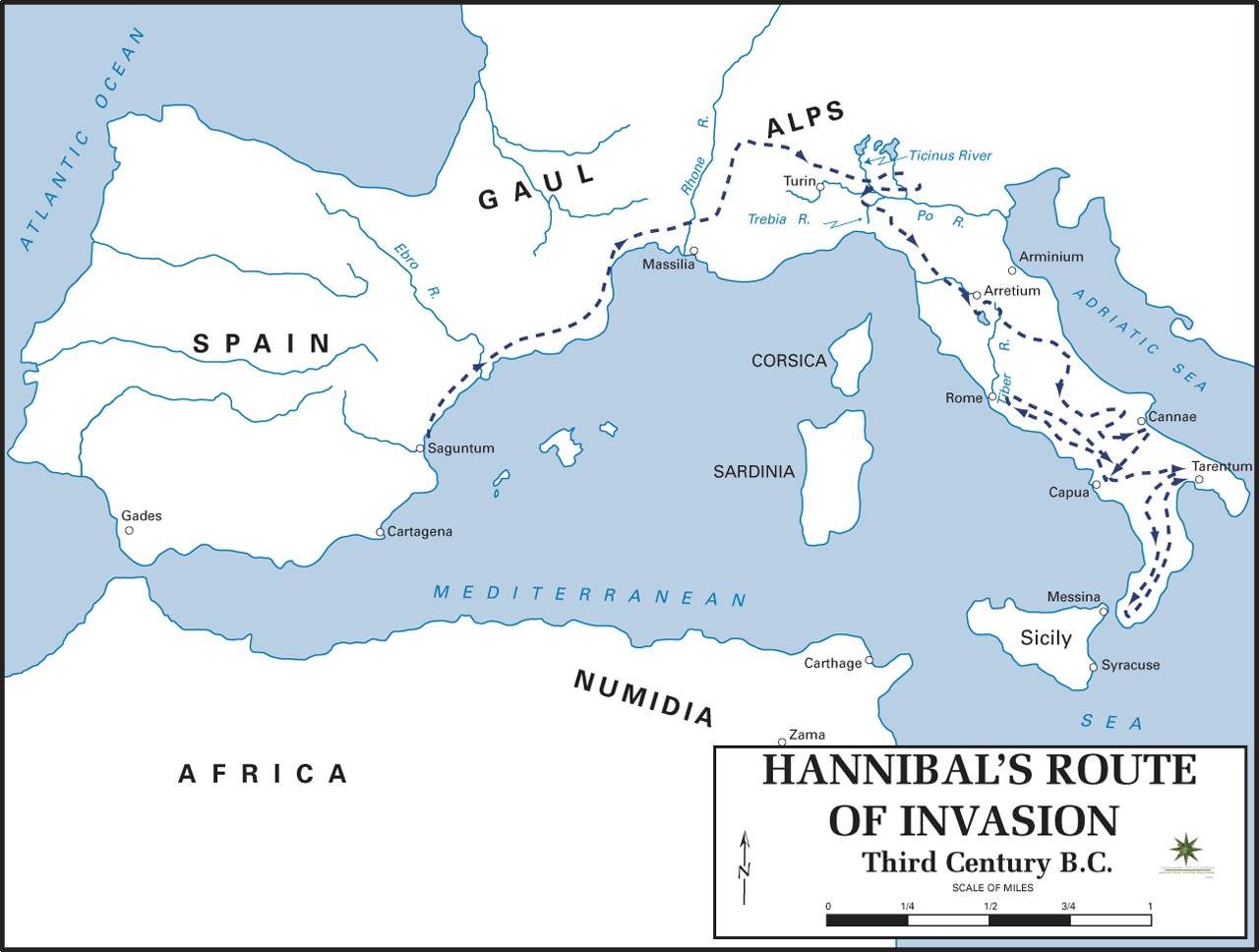
Trasa Hannibalovy invaze do Itálie

V dubnu 218 př. n. l. začalo tažení proti Římu, kterého se mělo na kartaginské straně zúčastnit více než 100 000 mužů. Přechod přes Pyreneje byl namáhavý a byl doprovázen boji s místními domorodými kmeny. Kelty v jižní Galii se Hannibalovi podařilo přesvědčit o tom, že není jejich nepřítelem, přesto se mu jeden kmen postavil do cesty, když se pokoušel překročit přes řeku Rhodanus. Poté, co zdolal tuto vodní překážku i Galy stojící za ní, se konečně vydal vstříc Alpám. Disponoval nyní celkem 38 000 muži a 37 válečnými slony. Velký úbytek způsobilo několik faktorů: část vojáků byla zanechána na cestě, aby zde vytvořila a udržovala opěrné body, část dezertovala a část podlehla nemocem či byla zabita v bitvách.
Mezitím konzul Publius Cornelius Scipio, který směřoval nejprve do Hispánie, spěchal k Rhodanu, aby tu zadržel Hannibala, avšak dorazil příliš pozdě. S větší částí svého vojska se následně přeplavil do údolí řeky Pádu, kde vyčkával příchodu Kartaginců. Zároveň vyslal svého bratra Gnaea Cornelia Scipiona s menší částí vojska do Hispánie.
Překročení Alp způsobilo Hannibalovu vojsku značné ztráty. Vojáci trpěli hladem a zimou (tažení probíhalo již na konci podzimu), navíc museli odrážet neustálé útoky dotírajících keltských horských kmenů. Po patnácti dnech dosáhl Hannibal konečně údolí řeky Pádu. Zkonsolidoval své prořídlé síly (zbylo mu jen 26 000 mužů) a dobyl dnešní Turín. Místní Keltové teprve nedávno podrobení Římany využili Hannibalova příchodu k povstání. Mnozí z nich se pak připojili k Hannibalovu vojsku.
Jakkoliv šlo o neuvěřitelný podnik, celkově lze přechod Alp zhodnotit různě: buďto jako geniální strategický tah, který přinesl Hannibalovi plody v podobě snadných vítězství, nebo jako šílený hazard, při němž Hannibal ztratil obrovské množství vojáků a vycvičených válečných slonů. Existují názory, že ani kdyby Hannibal zaútočil přes opevněné pohraničí, neměl by tak strašlivé ztráty, jaké utrpěl při přechodu Alp.

## Hannibalova vítězství

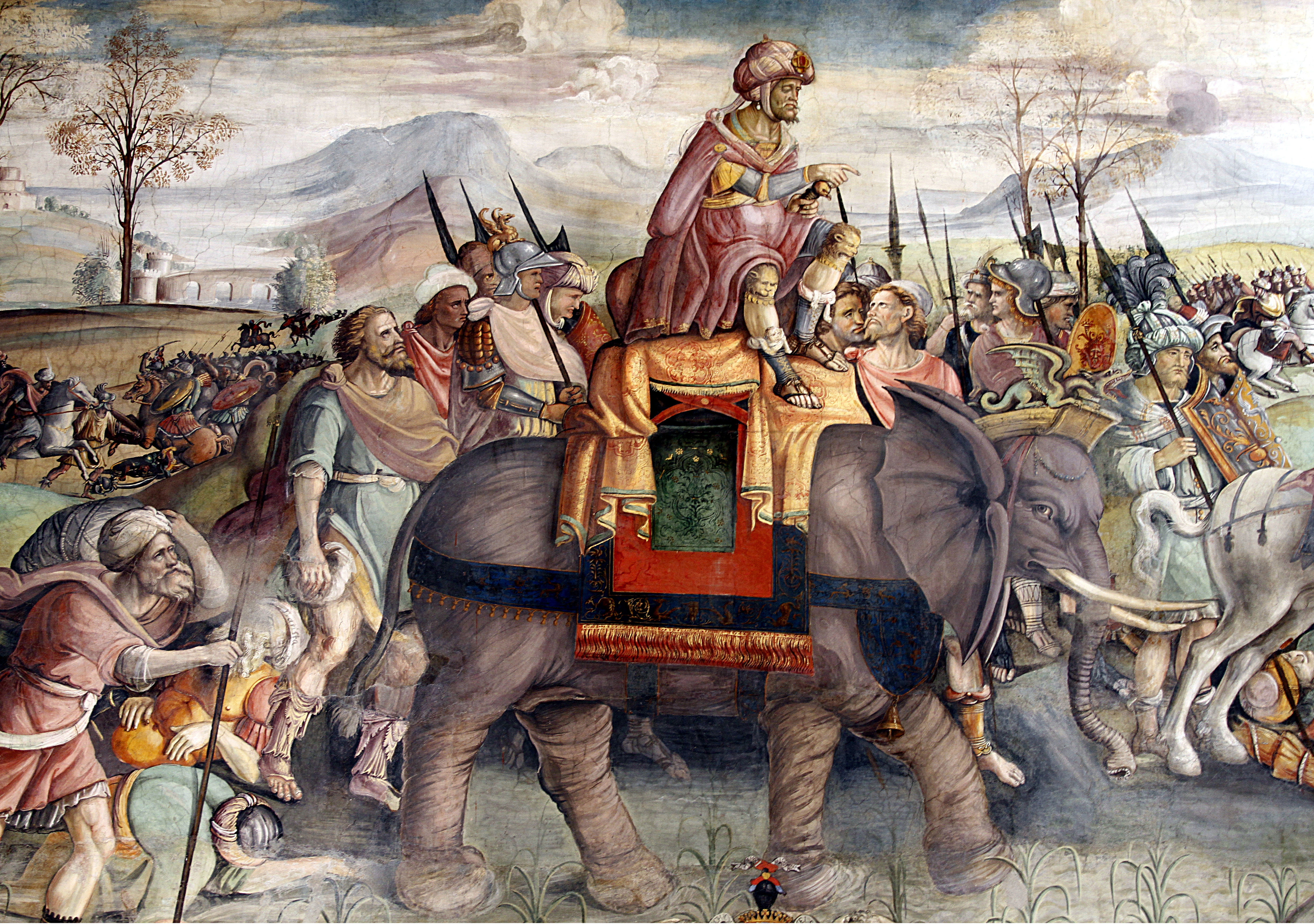
Hannibal překračuje Alpy

K prvnímu většímu střetu mezi Římany a Kartaginci došlo v listopadu roku 218 př. n. l. v bitvě u řeky Ticino. Ačkoliv boj vedly převážně jízdní oddíly a ztráty na obou stranách byly jen nepatrné, přesto se jasně projevila převaha Hannibalových zkušených numidských jezdců nad římskou jízdou. Sám těžce zraněný Scipio jen stěží unikl z bitvy. Římané byli poraženi a Scipionovi se jen s velkým vypětím sil podařilo v pořádku ustoupit za řeku Pád. Zatím z jihu dorazil druhý konzul Tiberius Sempronius Longus. Spojil své vojsko se zbytky Scipionova a vydal se proti Kartagincům. V bitvě u řeky Trebie se ale Hannibalovi podařilo vylákat římské vojsko za řeku, zde je obklíčit a zcela zničit. Kartaginci přesvědčivě zvítězili, naproti tomu Římané utrpěli těžké ztráty (měli kolem 10 000 padlých).

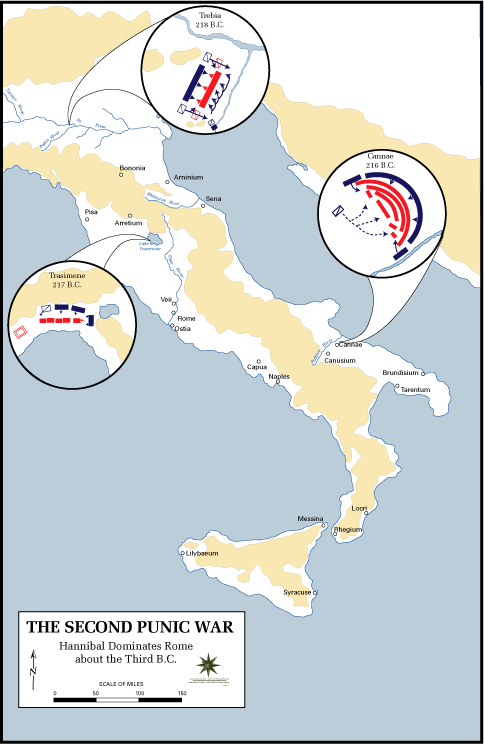
Hannibalova nejdůležitější vítězství v Itálii: (1) Bitva u Trebie (2) Bitva u Trasimenského jezera (3) Bitva u Kann

Poté, co přezimoval v Bologni, vydal se Hannibal v roce 217 př. n. l. přes Apeniny na jih do Itálie. Současně se četnými sliby snažil získat na svou stranu italické kmeny. U Trasimenského jezera narazil na postupující římské legionáře pod velením konzula Gaia Flaminia a přichystal jim zde dokonalou léčku. Zatímco Římané postupovali po cestě podél jezera, Kartaginci přehradili cestu vpřed i vzad a zároveň se spustili z kopců nad jezerem. Římané se tak ocitli v obklíčení a 15 000 jich padlo včetně samotného konzula. Mnoho z Římanů rovněž upadlo do zajetí. Italské spojence nechal Hannibal propustit, aniž by požadoval výkupné, neboť je tak svou mírností chtěl přimět k odpadnutí od Římanů. Ti vyslali proti Hannibalovi další oddíly, které však byly taktéž poraženy. Dva tisíce legionářů padlo a další dva tisíce legionářů bylo zajato.
Pod dojmem těchto porážek se římský senát rozhodl zvolit diktátora, který by Hannibala konečně zastavil. Zvolen byl Fabius Maximus, který okamžitě vyrazil se dvěma legiemi. Přímému střetu s Hannibalem se však vyhýbal. Místo toho se snažil vyčerpat kartaginské vojsko drobnými nájezdy a útoky na jeho spojence. Takový postup byl však záhy vystaven silné kritice z řad jeho spoluobčanů, kteří chtěli válku s Hannibalem rychle a rázně ukončit, což diktátorovi vyneslo přezdívku Cunctator (česky Váhavec). Hannibal táhl dále na jih, obešel Řím a dorazil do Kampánie, kde chtěl u řeky Volturno rozbít zimní tábor. Maximus se zde pokusil vnutit svému nepříteli bitvu, avšak Hannibalovi se podařilo díky lsti uniknout a odtáhnout dále k městu Gerunium, ve kterém nakonec přezimoval. Římanům se nicméně podařilo dosáhnout drobného vítězství, když velitel jízdy Marcus Minutius Rufus úspěšně napadl punský předvoj.
Lidové shromáždění v Římě na to zvolilo Rufa druhým diktátorem. Římané tak nyní měli dva diktátory, což bylo v rozporu s ústavou. Navíc tato volba zvýšila již tak existující napětí mezi oběma veliteli. Přesto, když Hannibal vytáhl ze svého tábora a napadl Rufovo vojsko tak, že mu hrozilo zničení, Maximus nehleděl na vzájemné rozpory a přispěchal Rufovi ihned na pomoc. Hannibal, který se nyní nehodlal utkat s celou římskou armádou, se proto vrátil zpět do svého ležení. Římané se následně omezili jen na izolované útoky proti Punům.

## Bitva u Kann
V roce 216 př. n. l. chtěl Hannibal přinutit Římany k rozhodné bitvě a za tímto účelem zaútočil na místo jménem Kanny. Římané shromáždili mohutnou armádu čítající celkem 16 římských a spojeneckých legií, v jejímž čele stáli oba nově zvolení konzulové Lucius Aemilius Paullus a Gaius Terentius Varro. Převaha byla jednoznačně na římské straně, neboť Římané disponovali celkem 80 000 pěšáky a 6000 jezdci. Naproti tomu Hannibalovo vojsko se skládalo jen z asi 40 000 pěšáků a 10 000 jezdců. Vážnou překážku pro římské vojsko však představovala rozdílná taktika obou konzulů: Zatímco Paullus radil k opatrnému postupu, Varro vybízel k bitvě.

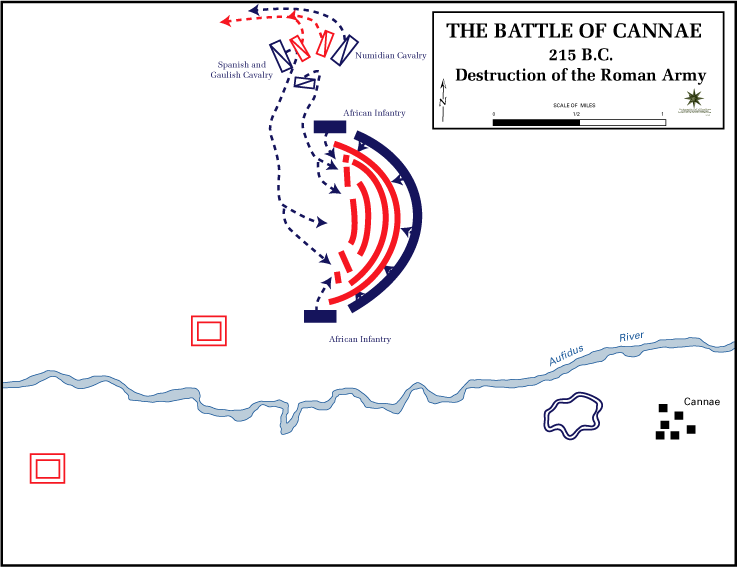
Obklíčení římské armády v bitvě u Kann.

2. srpna roku 216 př. n. l. došlo k bitvě u Kann, která je dodnes součástí prakticky všech učebnic týkajících se vojenské taktiky. Římané plánovali klasický frontální útok na střed kartaginské sestavy, čehož se Hannibal rozhodl využít a použil zde v té době unikátní obkličovací taktiku. Svým vojákům ve střední části linie nařídil Hannibal pomalu ustupovat před římskými legionáři, zároveň ale nechal posílit křídla. Svému jezdectvu přikázal zaútočit na římskou jízdu, přemoci jí a následně vpadnout legionářům do zad. Tak se také stalo. Římané, kteří postupovali kupředu zdánlivě hroutícím se středem kartaginských linií, se tak probíjeli do pasti, neboť kartaginská křídla zůstala neochvějně stát na svých místech a posléze začala zatlačovat a obchvacovat křídla nepřítele. Vítězná kartaginská jízda pak již jen dokončila obklíčení. Římané sevření na úzkém prostoru se nebyli schopni rozvinout a využít tak svoji početní převahu a byli naprosto rozdrceni. Současníci podávají zprávy o téměř 70 000 padlých legionářích, prakticky celé armádě. V boji zahynul také konzul Paullus.
Hannibal však nyní učinil závažnou chybu, když odmítl využít tohoto svého velkolepého vítězství k tomu, aby vytáhl na Řím a oblehl jej. Zřejmě se domníval, že moc Říma je už nadobro zlomena. Jeho armáda utrpěla v bitvě také značné ztráty a proto zřejmě pochyboval o její schopností zdolat mocná opevnění města, zvlášť když postrádal těžká obléhací zařízení, která k obléhání nutně potřeboval. Rovněž doufal v psychologický efekt svého vítězství a očekával římskou nabídku míru. Ta však nepřicházela. Zde se rovněž projevila největší slabina Hannibalova tažení – podpora, které se mu dostávalo z vlastního Kartága, byla omezeného rozsahu a spojenci, kterými nahrazoval ztráty svých elitních jednotek, postrádali patřičnou kvalitu. Jakkoliv tedy drtivě vítězil v takticky brilantně vedených bitvách, po strategické stránce svá vítězství nedokázal využít.

## Situace po bitvě
V Římě si zatím zoufalá situace žádala drastická opatření. Nikdy předtím ani nikdy potom v historii žádný jiný stát neustál tak katastrofální sérii porážek v tak krátkém časovém sledu. Ve městě nebylo snad žádné rodiny, která by v bitvě nepřišla o syna, manžela nebo o otce. Nově zvolený diktátor Marcus Iunius Perra přesto zakázal Římankám truchlit nad ztrátou svých bližních. Aby doplnil stavy zdevastované armády, naverboval každého muže schopného unést zbraň včetně 17letých chlapců a 60letých starců. Když to nestačilo, nechal postavit další dvě legie z vězňů a otroků. Když syrakuský král a římský spojenec Hierón II. nabídl Římanům peníze, odmítli jej. Když Hannibal nabídl mír, odmítli jej také. Původně nelichotivá přezdívka Cunctator, kterou spoluobčané udělili Fabiu Maximovi za jeho někdejší opatrné vedení války, se začala vyslovovat s úctou. V následujících letech byl pak Maximus dvakrát zvolen konzulem. Římané se od nynějška úzkostlivě vyhýbali jakémukoliv přímému střetu s Hannibalem. Místo toho rozdělili své síly do několika menších armád, které znepokojovaly a vyčerpávaly Hannibalovo vojsko únavnými pochody, neustávajícími drobnými střety a hladem. Další úsilí bylo soustředěno na likvidaci kartaginské Hispánie a ostatních Hannibalových spojenců.
Hannibal doufal, že porážka povede k rozkladu spojeneckého systému, který byl nástrojem římské nadvlády v Itálii. Samnité, stejně jako mnohé jiné kmeny v jižní Itálii, včetně některých bohatých a mocných měst (jako například Capua, tehdejší druhé největší město Itálie), skutečně odpadly od Římanů a připojily se na jeho stranu. Nicméně většina italských kmenů ve středu a na severu země setrvala po jejich boku, což bylo zřejmě jediným důvodem, proč byli Římané i po Kannách schopni pokračovat ve vedení války. Kromě toho že byl Hannibal skvělý vojevůdce byl také zdatným diplomatem. V roce 215 př. n. l. se mu podařilo přesvědčit Filipa V. Makedonského, aby se připojil do války proti Římanům (tím byla zahájena tzv. první makedonská válka). Avšak římské loďstvo zabránilo Filipovi v účinné podpoře Hannibala v Itálii. Římané navíc proti Makedoncům podněcovali jejich vlastní nepřátelé v Řecku – Aitóly. Po smrti syrakuského krále Hieróna II. získal Hannibal na svou stranu také nového vládce tohoto mocného řeckého města na Sicílii. Hierónův vnuk Hierónymos získal od Punů příslib nadvlády nad celým ostrovem, což se mu jevilo jako dostatečně lákavý motiv ke změně stran.

## Obrat ve válce
Již před Hannibalovým přechodem Alp působil v Hispánii Gnaeus Scipio, který se opevnil na území severně od řeky Ebro. Později se k němu i s posilami připojil jeho bratr Publius Scipio.
V průběhu následujících let společně rozšiřovali římskou moc podél pyrenejského pobřeží, až v roce 211 př. n. l. dobyli Saguntum. To bránilo Hannibalovu bratrovi, Hasdrubalovi Barkasovi, kterého Hannibal zanechal s částí vojska na ochranu Hispánie, aby ho mohl účinně podporovat v jeho italském tažení.
Kartágo se pokusilo po úspěchu v Itálii znovu zmocnit svých starých území. Na Sardinii ale Kartaginci utrpěli zničující porážku. Silné kartaginské vojsko přistálo také na Sicílii na pomoc novému kartaginskému spojenci – Syrakusám. Římský senát sem ale v roce 214 př. n. l. vyslal se dvěma legiemi konzula Marca Claudia Marcella, který byl nazýván „mečem Říma“. Tomu se podařilo punské vojsko porazit a následně oblehnout Syrakusy.
V dalších letech se Hannibal snažil podkopat římský vliv v Itálii v četných drobnějších bojích a dobýváním měst. Důležitá města jako Neapolis nebo Nola přesto zůstávala věrná Římanům a zabránila tak Hannibalovi ve vytvoření pevnější mocenské základny v jižní Itálii.
V roce 212 př. n. l. se podařil Hannibalovi pomocí zrady získat Tarent. Městská citadela ovšem zůstala v rukou Římanů a Hannibal tak byl donucen k dlouhému obléhání. Hannibalovy zaneprázdněnosti dokonale využili Římané, když postoupili ke Capue a obklíčili jí. Hannibal upustil od dalšího obléhání v Tarentu a vydal se na Řím (odtud pochází onen slavný citát „Hannibal ante portas“ – „Hannibal před branami“). Postoupil až k druhému milníku silnice via Appia, útoku na město samotné se ale neodvážil, neboť se tímto manévrem snažil pouze odlákat římské legie od Capuy. Římané ale pokračovali v obléhání a Hannibal tak nedokázal zabránit pádu tohoto pro něj klíčového města. Tento neúspěch měl dalekosáhlé důsledky pro jeho politiku. Jednak se mu nepodařilo zlomit římský vliv na Italiky a jednak nebyl schopen uchránit své nejdůležitější spojence. Tento moment je obecně považován za okamžik obratu ve vývoji druhé punské války.
Ve stejném roce Římané konečně dobyli také Syrakusy, které padly po více než dvouletém obléhání. Hlavní zásluhu na dlouhém odporu města měl Archimédés a jeho důmyslné válečné stroje (byl zabit během drancování města). Podle legendy řekl římskému vojákovi, který ho přišel zajmout, mezitím co kreslil geometrické obrazce do písku, „Neruš mé kruhy!“, čímž legionáře natolik rozzuřil, že jej ten usmrtil svým mečem.
Publiu Corneliovi Scipionovi a jeho bratru Gnaeovi se v Hispánii dařilo skvěle a proto se rozhodli rozdělit své vojsko. To však bylo počátkem jejich katastrofy. Hasdrubal Barkas porazil a zabil v roce 211 př. n. l. nejprve Publia a potom také Gnaea. I přes tento úspěch však Hasdrubal nebyl schopen Římany zcela vypudit z Hispánie.

## Bitva u Metauru
V následujícím roce vyslal senát na Pyrenejský poloostrov syna a jmenovce Publia Scipiona. Teprve 24letému Publiu Corneliu Scipionovi, který později obdržel čestné přízvisko Africanus, byla udělena hodnost prokonzula, ačkoliv dosud nezastával žádný srovnatelný úřad. Přísahal, že pomstí smrt svého otce a strýce a tento slib také vyplnil. V roce 209 př. n. l. nejprve obsadil hlavní kartaginskou základnu v Hispánii – Carthago Nova – a poté porazil Hasdrubala v bitvě u Baeculy. Hasdrubal byl tak prakticky odříznut od spojení s Kartágem a tudíž se rozhodl vydat ve stopách svého bratra do Itálie. Podobně jako on překročil Alpy, přičemž čelil mnohem méně protivenstvím, než kterým byl před lety vystaven Hannibal. Když konečně dorazil do Předalpské Galie, připojilo se zde k němu velké množství Keltů. Jeho vojsko se díky nim téměř zdvojnásobilo a čítalo nyní kolem 50 000 mužů.
Římané si uvědomovali nebezpečí vpádu druhého kartaginského vojska do Itálie. V případě, že by se Hannibalovi a Hasdrubalovi podařilo spojit se, vznikla by armáda, s kterou by se Římané mohli jen stěží měřit. Kdyby byl Hasdrubal v severní Itálii stejně úspěšný jako Hannibal na jihu a přivedl by na svou stranu zdejší dosavadní římské spojence, byl by Řím rozhodujícím způsobem oslaben. Cílem římské plánu proto bylo za každou cenu zabránit spojení obou kartaginských armád.
Hasdrubal však během postupu na jih učinil závažnou strategickou chybu. Obléháním nedůležitého města Placentia (dnešní Piacenza) ztratil cenný čas a umožnil tak Římanům shromáždit silnou armádu, kterou mu vyslali vstříc. Po sedmidenním usilovném pochodu narazili Římané na Hasdrubalovu armádu a v bitvě na břehu řeky Metaurus ji v roce 207 př. n. l. zcela zničili. Když Hasdrubal pochopil, že je vše ztraceno, vyrazil do nejhustšího boje, kde padl. Nutno dodat, že vinu na bratrově porážce měl i Hannibal – Římané totiž stáhli proti Hasdrubalovi velkou část vojska, které ho blokovalo, aniž by si toho Hannibal všiml a nějak toho využil. O smrti svého bratra se Hannibal dozvěděl drastickým způsobem, když římský jezdec vhodil Hasdrubalovu hlavu do punského tábora.

## Hannibalův odchod z Itálie, bitva u Zamy
Mladý Scipio zatím pokračoval v Hispánii ve svém úspěšném tažení. V roce 206 př. n. l. porazil nejmladšího Hannibalova bratra, Magona, v bitvě u Ilipy a v dalším roce dobyl kartaginský přístav Gades (dnešní Cádiz), což znamenalo definitivní zánik kartaginské přítomnosti v Hispánii. Potom napřel Scipio diplomatické úsilí do Afriky, kde se snažil získat spojence mezi Numiďany. Avšak římští senátoři se stále ještě zdráhali dovolit svému vojevůdci útok do severní Afriky, neboť věřili, že rozhodujícího vítězství nad Kartaginci bude dosaženo v Itálii. Scipio chtěl přesto podniknout invazi do Afriky a přinutit tak Hannibala k odchodu z Itálie. I přes odmítavé stanovisko senátu vyslal k jejím břehům menší flotilu, aby zde drancovala pobřeží. Kartaginci se následně cítili ohrožení a hledali pomoc u různých domorodých kmenů.
Osud Kartága ve válce se začal naplňovat a jeho spojenci od něho odpadli. Boje v Ibérii byly skončeny naprostým vítězstvím Říma a makedonské aspirace na Balkáně byly odraženy. Římané nyní mohli shromáždit své síly v Itálii a zahájit přímý postup proti Kartagincům. V roce 204 př. n. l. přistál Scipio s legiemi u Uticy v severní Africe. Kartaginci se pokusili odříznout svojí flotilou římské vojsko z moře, avšak neuspěli. Po počátečním diplomatickém nezdaru, kdy se s Kartágem spojil jeho dosavadní nepřítel, numidský král Syfax, se Scipionovi podařilo získat na svou stranu jiného numidského náčelníka jménem Massinissa a společně s ním vytáhl proti Kartágu. S jeho pomocí pak Scipio překvapil a porazil Syfakovy vojáky tábořící u řeky Bagrades (dnes Medžerda).
Kartaginský senát správně vyhodnotil závažnost situace a vyslal ke Scipionovi delegaci, která ho požádala o mír. Římský vojevůdce však stanovil tvrdé podmínky: Kartágo mělo stáhnout svá vojska z Evropy, vzdát se všech svých evropských územích a vydat svoji flotilu Římanům. Tyto podmínky byly pro Kartagince nepřijatelné a vyzvali proto Hannibala k návratu. Hannibal se tak v roce 203 př. n. l. po dlouhých patnácti letech bojů rozhodl opustit Itálii a vrátit do Afriky.
Poté, co Kartaginci odmítli nabízené mírové podmínky, obnovil Scipio svůj postup na Kartágo. Hannibalovo vojsko bylo početně silnější než římské, avšak jeho jízda byla slabší. Hannibal sám si nedělal žádné iluze. Dobře věděl, že šance zvítězit ve válce je pryč. Jediné, čeho mohl dosáhnout, bylo zmírnění mírových podmínek pro Kartágo. Když se obě nepřátelská vojska setkala u Zamy asi 200 km jižně od Kartága, pokusil se ještě jednou vyjednávat. V soukromé rozmluvě se Scipionem projevil ochotu k uzavření míru, pokud Římané upustí od požadovaného tributu a rozpuštění kartaginské válečné flotily. Když Scipio odmítl, nastal poslední rozhodující boj. V plánování a řízení bitvy a především v dodatečném nasazení veteránů, se ještě jednou projevila Hannibalova taktická genialita. V klíčovém momentě bitvy, kdy už se zdálo kartaginské vítězství na dosah, však vpadla Kartagincům do zad římská jízda, která předtím zdolala kartaginskou a rozhodla tak bitvu ve prospěch Římanů.

## Uzavření míru
Touto porážkou definitivně ustal odpor Kartaginců. Římané svého vítězství využili k dalšímu vystupňování už tak tvrdých podmínek. Hispánie byla pro Kartágo navždy ztracena. Výše válečného odškodnění byla stanovena na impozantní částku 10 000 talentů, kartaginské námořnictvo bylo redukováno na pouhých 10 trirém, sloužících k ochraně kartaginského pobřeží před piráty. Kromě toho bylo Punům zakázáno vést válku bez svolení římského senátu, čímž získali Numiďané, v čele se svým králem a římským spojencem Massinissou, bezvadnou příležitost k drancování a dobývání kartaginského území. Punové tak pozbyli svou zahraničněpolitickou suverenitu a upadli na úroveň druhořadé mocnosti. O padesát let později se Kartágo pokusilo numidským vpádům zamezit, načež bylo Římany zničeno ve třetí punské válce.
Naproti tomu Řím učinil svým vítězstvím rozhodující krok k dosažení dominance v celém středomořském světě. Konec války však nebyl v Římě přijímán všemi s nadšením. Když římský senát rozhodl o přijetí mírové smlouvy s Kartágem, někdejší konzul Quintus Caecilius Metellus prohlásil, že nepokládá ukončení války za požehnání pro Řím, neboť se obával, že římský lid znovu upadne do oné letargie, z které ho dokázala vyburcovat teprve Hannibalova přítomnost v Itálii. Jiní, především Cato starší, zase žádali, aby bylo Kartágo zcela vyvráceno, protože jinak by mohlo opět nabýt svojí dřívější moc a představovat tak pro Řím znovu hrozbu.
Hannibal se několik let po válce stal politickým vůdcem Kartága. Avšak kartaginská aristokracie, rozčarovaná z jeho demokratizačních snah a boje proti korupci, přesvědčila Římany, aby ho donutili k odchodu do vyhnanství. Zde se znovu střetl na bitevním poli se svými někdejšími nepřáteli, nakonec ale dal přednost sebevraždě před smrtí v římském zajetí.